# Bōgu
Bōgu (jap. 防具, dt. „Schutzgerät“) ist die Bezeichnung für die beim Kendō und beim Naginatadō getragene Rüstung.

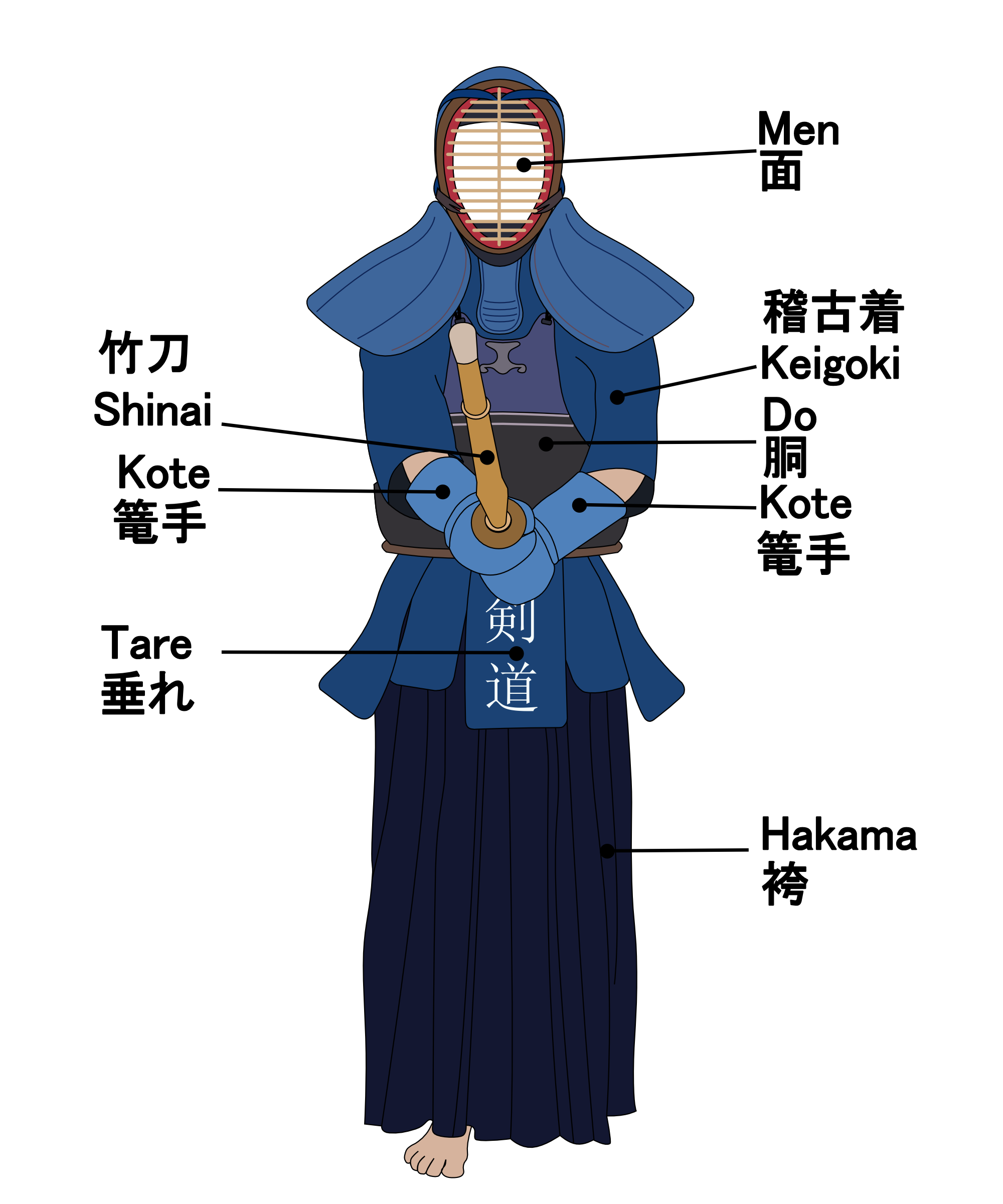
Die einzelnen Teile der Rüstung

## Beschreibung

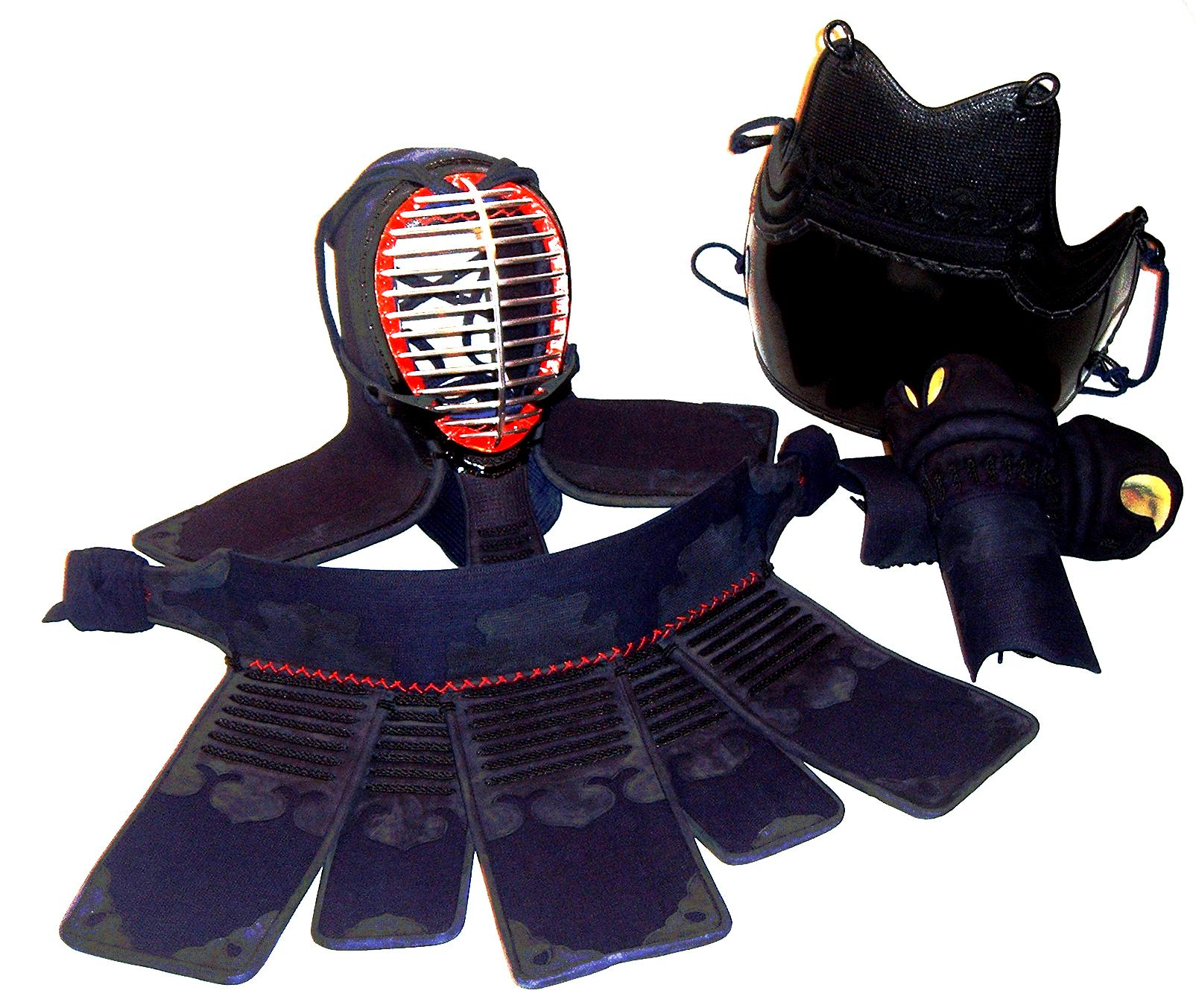
Komplette Rüstung

Die Bogu besteht aus mehreren Einzelteilen, der Fechtmaske (Men), dem Rumpfschutz (Dō), dem Hüftschutz (Tare) und den Handschuhen (甲手, auch 小手, Kote), die die Hände und die Unterarme schützen und komplett zwischen drei und fünf Kilogramm wiegen. Unter dem Men wird noch ein dünnes Schweißtuch aus Baumwolle getragen, das Tenugui. Beim Naginatadō wird zusätzlich ein Schienbeinschutz benötigt, der Sune-Ate genannt wird. Im Jūkendō wird ein Schulterschützer (肩, Kata) getragen und auch das Tankendō benutzt eine Bōgu.
Auch im koreanischen Kumdo werden diese Rüstungsteile verwendet. Jedoch sind hier koreanische Begriffe üblich. Die Bogu wird hogu (호구) genannt. Die Kote heißen howan (호완) und das Men heißt homyun (호면). Das Dō wird gab (갑), das Tare gabsang (갑상) genannt. 
Bōgu werden in mehreren Qualitätsstufen hergestellt und angeboten, wobei vor allem der Abstand der Stiche aller Nähte entscheidend ist. So kann eine in Korea oder China hergestellte Rüstung mit 5 mm Stichdichte schon für etwa 400 Euro erhältlich sein, während der Preis, gerade für in Japan handgefertigte, deutlich höher liegt und schnell den vierstelligen Bereich erreicht. Nahtabstände variieren zwischen 6 mm und mehr für preiswerte Anfängerprodukte bis hinunter zu etwa 2 mm bei guten Qualitäten für das häufige und intensive Training. Der Nahtabstand wird üblicherweise bei handgenähten Teilen in der japanischen Längenmaßeinheit Bu angegeben, diese entspricht etwa 3 mm. Neben dem Nahtabstand und der Menge der verarbeiteten Baumwolle (bezeichnet durch das Stoffgewicht), aus denen sich die Steifigkeit des Rüstungsteils ergibt, bestimmen die weiteren verwendeten Materialien den Preis mit. So wird bei niedrigpreisigen Modellen Rindsleder und teilweise Kunstleder verwendet, während höherwertige Teile unter Einsatz von Hirschleder und Hirschwolle statt Synthetikfasern zur Aufpolsterung hergestellt werden. Weitere qualitätsanzeigende Details sind z. B. die Anzahl der Polsterkammern (Kera) an den Kote. Bei diesen und dem Men macht die Verarbeitungsqualität im Übrigen die für den Träger am unmittelbarsten spürbaren Unterschied aus, weil diese Teile das Gros aller Treffer erhalten.